# Paganini Horror
Paganini Horror é um filme italiano de 1989, um musical de terror dirigido por Luigi Cozzi.

## Sinopse
Banda musical feminina aluga, para gravar um videoclipe, a antiga casa do lendário violinista Niccolò Paganini, que, segundo a lenda, vendera sua alma ao Diabo em troca de virtuosismo e fama. Quando as gravações começam, a equipe tem de enfrentar terríveis situações.